# Беглецы и бродяги
Беглецы и бродяги (англ. Fugitives and Refugees: A Walk in Portland, Oregon) — книга американского писателя Чака Паланика вышедшая в 2003 году.

## Описание
Книга повествовует о различных местах города Портленд, штат Орегон (города, в котором автор сейчас живёт и работает начиная с 1980 года) — от кафе до стрип-клубов, от парков до домов с привидениями. В критике отмечается, что композиционно эта своеобразная книга напоминает путеводитель для туристов, который Паланик посвящает городу Портленд. Книгу характеризуют как «путеводитель по Портленду», «сборник статей о Портленде», «экскурсионные заметки». В то же время её нельзя однозначно назвать путеводителем, так как в задачи автора не входит создать полную картину о всех достопримечательностях Портленда, а повествует о том, что представляет интерес лично для него.
Произведение написано не в привычном для Паланика «контркультурном стиле», а в виде своеобразной автобиографии повествующей о периоде его жизни с 1981-го по 2002-й год в Портленде. Многое взято было из личного опыта автора: телефоны, адреса домов и интернет-сайтов, все они реально существующие. Об истории создания книги писатель рассказывает в предисловии, где указывает, что переехал в Портленд в 1980 году, «ровно через шесть дней после школьного выпускного». В дневное время он работал курьером в газете «Орегонец», а по вечерам подрабатывал посудомойщиком в ресторане морепродуктов. Жил он в квартире на бульваре Барбур вместе с двумя своими сверстниками, с которыми «прожигал жизнь». В какой-то момент он совершил символическое жертвоприношение — выбросил с балкона свои миндалины, вырезанные в детстве, и загадал желание стать писателем. По словам автора, «Беглецы и бродяги», как бы представляет собой словесное собрание, коллаж «моментальных снимков из портлендской жизни»; это неофициальная история города, которую он метафорически сравнивает с неподшитым краем: «не закрепишь — будет мохриться». В книге написанной в характерной для писателя повествовательной манере от первого лица, его интересуют прежде всего люди, которые проживают в городе и их «реальные истории», находящиеся на «грани правды и вымысла»: «Теперь это моя работа: собирать и перебирать истории. Я слушаю, слушаю — до тех пор, пока не смогу назвать эти истории своими. Моё желание исполнилось. То, за которое я отдал свои миндалины».